# Sebastian Riedel
Sebastian Jerzy Riedel (ur. 2 marca 1978 w Tychach) – polski muzyk i gitarzysta.

## Życiorys
Jest synem Ryszarda Riedla (1956–1994) i Małgorzaty Pol-Riedel (zm. 2007). Ma o dwa lata młodszą siostrę, Karolinę.
W 1993 założył zespół Cree, którego jest wokalistą i gitarzystą, a także napisał większość repertuaru. Prócz własnych utworów, z grupą wykonywał utwory swojego ojca i odbył ogólnopolską trasę koncertową pod szyldem „Wspomnienie o Ryszardzie Riedlu”. W 2000 zajął drugie miejsce w plebiscycie miesięcznika „Twój Blues” w kategorii najlepszy wokalista bluesowy. W 2004 wziął udział w programie Bar VIP, by podpromować swój zespół.
10 stycznia 2024 poinformował, że został wokalistą zespołu Dżem. 

### Życie prywatne
Żonaty z Gabrielą, z którą ma czterech synów: Samuela (ur. 2001), Ryszarda (ur. 2006) i bliźniaków: Maksymiliana i Błażeja.

## Dyskografia

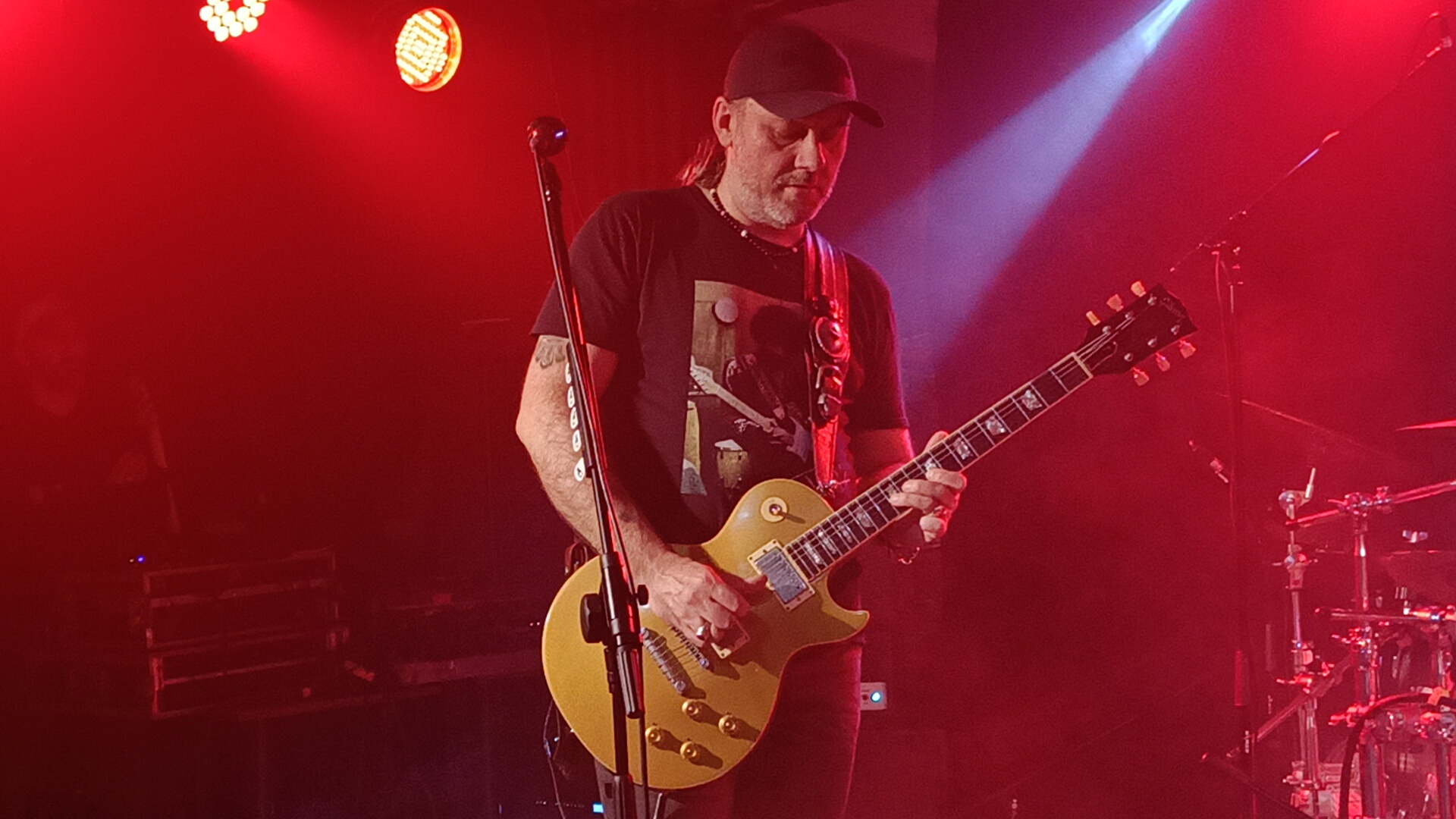
Sebastian Riedel podczas koncertu z zespołem Cree (2023)

### Z zespołem Cree
- Cree (1998, CD)[6]
- Za tych... (2002, CD)[7]
- Parę lat (2004)
- Tacy sami (2007, CD)[8]
- 15 Cree (2010)
- Diabli nadali (2012, CD)[9]
- Wyjdź...  (2013, CD)[10]
- Heartbreaker  (2015, CD; 2016, LP)[11]
- Zawsze z wami (2024)

### Inne
- Hey Jimi – Polskie gitary grają Hendrixa (2008)
  - "Little Wing" – gitara
  - "Red House" – gitara, śpiew
  - "Thanks Jimi" – śpiew